# ام‌آی۵
سرویس امنیتی (انگلیسی: Security Service)، که با نام ام‌آی۵ (انگلیسی: Military Intelligence, Section 5؛ ستاد اطلاعات نظامی، بخش پنجم) شناخته می‌شود، سازمان اطلاعات داخلی بریتانیا است؛ که زیر نظر کمیته مشترک اطلاعات بریتانیا اداره می‌شود. وظایف این سازمان عملیات ضداطلاعات و عملیات‌های امنیتی در داخل خاک بریتانیا است.
این سازمان در بدو تأسیس در سال ۱۹۰۹ عضوی از سازمان سرویس مخفی بریتانیا (Secret Service Bureau) بوده‌است.